# 五味子
五味子（学名：Schisandra chinensis），又稱作五味、北五味子、山五味、山花椒、荎藸，六亭劑、为五味子科五味子属下的一种植物。唐朝《新修本草》载“五味皮肉甘酸，核中辛苦，都有咸味”，所以得名。

## 形态
多年生落叶藤本，茎长4～8米，灰褐色小枝。乳白色或淡红色小花，单生或簇生于叶腋，葉色深綠邊緣為鋸齒狀，有细长的花梗。夏秋结球形浆果，聚合成穗状，秋后成熟时为紫红色。
- 枝叶
- 花序
- 未成熟的果实
- 花的特写
- 果實
- 果實
- 果實
- 乾果

## 药用
五味子在中国是一种中药材，其干燥成熟果实称为北五味子，具有收敛固涩、益气生津、补肾宁心等功效。五味子味酸性温，具有收敛肺气、补肾生津等功效，且在临床上具体用于治疗心悸失眠、自汗盗汗、久咳虚喘、梦遗滑精、久泻不止等。其化学成分主要包括木脂素类、挥发油类、多糖、有机酸、萜类、黄酮类等。在现代药理学研究中发现五味子（尤其是其中木脂素，和木脂素中的几个五味子醇、五味子素）着重影响中枢神经系统、消化系统、心脑血管系统。
其中有效成分也会抑制CYP3A4酶，使其效力减半，因此可能造成以CYP3A4酶代谢的药物代谢减缓。
- 韩国五味子茶
- 韩国五味子茶

## 保健品
五味子在中国也是一种保健品，通常以胶囊剂、溶液剂和片剂的形式出现。这三种剂型相比，吸收速率快慢的一般顺序为：溶液剂>胶囊剂>片剂。五味子中的主要活性成分，如木脂素类和挥发油，通常具有较高的脂溶性，而水溶解性较低，导致其在水基溶液中的有效浓度不足，影响其生物利用度，因此多采用胶囊剂来减少药效损失。加之溶液剂通常需要分散介质，但这种介质容易受到各种因素的影响，导致药物发生化学降解，进而影响药效的稳定性和效果，所以多种因素并存导致溶液剂在药效上存在一定的不稳定性。而相比之下，胶囊剂具有外观整洁、质地光滑、便于携带和服用的优点，它在遮掩中药气味方面也起到一定作用；胶囊内的药物通常以粉末或颗粒形式存在，没有受到外力压制，能够更好地促进药物的释放与吸收，从而提高疗效，因此，胶囊剂成为了含五味子的保健食品中的高频剂型。
药味以甘为主，药性平温，主入肝经、肺经、肾经。甘味药能补、能和、能缓，具有和中补益的作用，主入肝经、肺经、脾经，通过促进气血的运行，改善脏腑的功能；主要分布在补肾药、安神药、利水渗湿药，作用可在于宁心安神、强壮机体、调节机体免疫功能、提高抗病能力等。药性平和，则温凉偏差小，作用温和，具有滋润、和中、调和的特性，平性药物通常可用于补益气血、和中止痛、安神宁心。在药物使用频次中，补虚药引入频次最高，且以补气为主，补阴、补阳、补血为辅，故无虚弱表现者，不宜滥用；加之五味子中的木脂素类化学成分如五味子醇甲、五味子乙素等，会对内分泌系统造成影响，影响激素水平，这对于正处于生长发育的少年儿童、胎儿来讲，会干扰其正常的生理发育，并且少年儿童的肝脏尚未发育成熟、孕妇的肝脏代谢能力较低，此类人群药物的代谢和排泄能力较低，容易导致药物在体内积累，增加毒性风险，因此少年儿童、孕妇、乳母应避免食用。
含五味子的保健食品所涉及的保健功能最多的是有助于改善睡眠，具备该功能的保健食品组方中最常出现的为五味子、酸枣仁、刺五加、灵芝。以上药物共能入肝、肾、心、脾经，《素问•生气通天论》指出“不寐之症”为“阴平阳秘，精神乃治”，身体阴阳失调，气血不足，脏腑失调便会导致睡眠不佳或者失眠。人卧则血归于肝，肝藏血，心行之，肝主疏泄，喜条达，肾主水，心主火，脾主运化。若肝气於堵、心肾不交、心脾两虚，则易造成心悸、失眠。五味子虽为收涩药，但也补益心肾，治阴血亏损，心神失养、心悸失眠；酸枣仁具有养心补肝、宁心安神、敛汗、生津之功效，归属于养心安神药；刺五加味甘微苦，性温，归心、脾经，能补益心脾之气，并安神益志。灵芝同为安神药，补气安神，主治心神不宁，失眠心悸。
《本草经疏》：五味子主益气者，肺主诸气，酸能收，正入肺补肺，故益气也。其主咳逆上气者，气虚则上壅而不归元，酸以收之，摄气归元，则咳逆上气自除矣。劳伤赢瘦，补不足，强阴，益男子精。《本草别录》养五脏，除热，生阴中肌者，五味子专补肾，兼补五脏，肾藏精，精盛则阴强，收摄则真气归元，而丹田暖，腐熟水谷，蒸糟粕而化精微，则精自生，精生则阴长，故主如上诸疾也。《本草衍义》：五味子，《神农本草经》言温，今食之多致虚热，小儿益甚。《药性论》以谓除热气，《日华子本草》又谓暖水脏，又曰除烦热。后学至此多惑。今既用主治肺虚寒，则更不取除烦热之说。补下药亦用之。入药生曝不去子。《注解伤寒论》：《黄帝内经》曰，肺欲收，急食酸以收之。芍药、五味子之酸，以收逆气而安肺。

## 中国地理标志产品
铁力北五味子：中国地理标志产品。产于黑龙江省铁力市双丰镇、铁力镇、桃山镇、郎乡镇、工农、乡、年丰乡、王杨乡7个乡镇现辖行政区域。

## 延伸阅读
[在维基数据编辑]
 《欽定古今圖書集成·博物彙編·草木典·五味子部》，出自陈梦雷《古今圖書集成》
 《植物名實圖考·五味子》，出自吳其濬《植物名實圖考》

## 外部連結
- 五味子 Wuweizi（页面存档备份，存于） 藥用植物圖像數據庫 (香港浸會大學中醫藥學院) （中文）（英文）
- 五味子 中藥材圖像數據庫  (香港浸會大學中醫藥學院) （中文）（英文）
- 五味子 Wu Wei Zi （页面存档备份，存于） 中藥標本數據庫 (香港浸會大學中醫藥學院) （繁體中文）（英文）
- 脫氧五味子素 Deoxyschizandrin （页面存档备份，存于） 中草藥化學圖像數據庫 (香港浸會大學中醫藥學院) （中文）（英文）
- γ-五味子素 γ-Schisandrin（页面存档备份，存于） 中草藥化學圖像數據庫 (香港浸會大學中醫藥學院) （中文）（英文）
- 五味子素 Schisandrin（页面存档备份，存于） 中草藥化學圖像數據庫 (香港浸會大學中醫藥學院) （中文）（英文）
- 五味子丙素 Schizandrin C（页面存档备份，存于） 中草藥化學圖像數據庫 (香港浸會大學中醫藥學院) （中文）（英文）